# Sateda (Csillagkapu: Atlantisz)

## Ismertető
| Figyelem: Itt a Csillagkapu: Atlantisz 3. évadjának cselekményét vagy a végkifejletet is olvashatod. |

Egy felderítő akció során Sheppard csapata egy primitív falura talál. Sajnos nem sokkal ezelőtt már látták Ronont, az egyik el is kiáltja magát: "Lidérc-hozó!". Az íjakkal felfegyverkezett lakók tüzet nyitnak a csapatra, McKay-t eltalálják a jobb fenekén. Teyla, Ronon, és Sheppard elkezdenek figyelmeztető lövéseket adni a támadók feje fölé, miközben hátrálnak a közelben lévő csillagkapu felé. Teyla és Ronon lemarad, hogy fedezze a másik kettőt, Sheppard a kapunál hagyja Rodney-t és visszatér segíteni a társain. Sajnos mindhármukat nyugtatólövedékkel találják el, így csak Rodney tér vissza Atlantiszra.
A három, aki nem jutott vissza, egy szűkös cellában ébred. Ronont kérdőre vonja a falu vezetője, Keturah. Ő és népe neheztelnek Rononra azért, ami a faluval történt, miután ellátták a sebeit és menedéket nyújtottak neki. A faluban nem véletlenül hívják Ronont a "Lidérc-hozónak". Akkor volt ezen a bolygón amikor a Lidérc elől menekült; miután félholt állapotban megérkezett, a falusiak gondozták, amíg rendbejött, mit sem tudva a beléültetett nyomkövetőről.
A Lidérc adott Keturahnak egy adót, aminek segítségével kapcsolatba tud lépni velük, és megígérte neki, hogy ha élve elkapják Ronont, megkímélik a falut a jövőbeli étkezésektől.
Közben Atlantiszon, egy meg nem nevezett őrnagy sikertelenül próbál információkat nyerni Rodneytől, aki ezalatt az idő alatt nagyobb mennyiségű morfium hatása alatt áll.
A bolygón Ronon kihasználja, hogy élve kell a Lidércnek és önnön életének kioltásával fenyegetve eléri, hogy ártatlan társait engedjék szabadon. Teyla és Sheppard erősítéssel visszatér hogy kimentse Ronont, de addigra az egész falu a Lidérc pusztításának áldozatává válik, Ronon pedig eltünik. A csalódott csapat, feltételezi, hogy Ronon-t újra egy kegyetlen macska-egér játéknak akarja kitenni a Lidérc, és a távolsági érzékelőket átkalibrálva elkezdenek Lidérc nyomkövetők nyomai után kutatni, mielőtt túl késő lenne.
Eközben a kegyetlen Lidérc úr, aki lerombolta Ronon szülőbolygóját, ismét saját, kegyetlen játékává teszi Ronont. Az igazságtalan, élet-halálra menő fogócskában Rononnak meg kell küzdenie saját démonjaival, a barátai és kedvese elvesztésének emlékeivel.
McKaynek sikerül találnia hét nyomkövetőt, köztük Rononét is, a szülőbolygóján. A kapun keresztül nem tudnak segítséget küldeni, mert a Lidérc blokkolja azt (a "szökevény" szökését megelőzendő), így a részben harcképtelen Daedalus fedélzetén közelítik meg a bolygót, és egy álcázott Ugrón szállnak le rá. Sheppard és Teyla segíti Ronont a Lidérc főnök bolygóra csalogatásában, ahol végre párbajt vívhat vele (figyelmeztetve Sheppard-öt és Teyla-t, hogy ha közbeavatkoznak megöli őket). Ronon vesztésre áll, Sheppard és Teyla félnek beavatkozni, így McKay-re és Beckett-re hárul a feladat.
Ők miszlikbe lövik a Lidérc főnököt az Ugró rakétájával, az utolsó pillanatban, mielőtt az elkezdene a földretepert Rononből táplálkozni.

## Külső hivatkozások
- Stargate Wiki link (angolul)

- Hivatalos Stargate Atlantis honlap Archiválva 2006. november 3-i dátummal a Wayback Machine-ben. MGM.
- Spoilers Archiválva 2009. április 14-i dátummal a Wayback Machine-ben a GateWorld weboldalon.